# Ocotlán
Ocotlán – miasto w Meksyku, w stanie Jalisco, nad jeziorem Chapala. Jest siedzibą władz gminy Ocotlán. Miasto w 2010 r. zamieszkiwało ponad 90 000 osób.
W mieście rozwinął się przemysł spożywczy.

## Współpraca
- Olathe, Stany Zjednoczone
- Greenville, Stany Zjednoczone
- Oxnard, Stany Zjednoczone
- Stone Park, Stany Zjednoczone